# Bogdan Pięczka
Bogdan Pięczka (ur. 2 września 1935, zm. 3 września 2004) – polski teoretyk literatury, dydaktyk i genealog, wykładowca i doktor habilitowany Uniwersytetu Wrocławskiego, pochowany na Cmentarzu Grabiszyńskim we Wrocławiu.